# Tristanov akord
Tristanov akord je vertikalno sosledje intervalov (od spodnjega tona navzgor) zv4, v3 in č4, v izvirniku Wagnerjeve opere Tristan in Izolda pa je prvi izmed akordov notiran z f-h-dis-gis.
| Zvočni posnetek taktov na desni                                            |
|                                                                            |
| Prvih 24 sekund opere Tristan in Izolda za ilustracijo Tristanovega akorda |